# Serguei Martínov
Serguei Martínov   (Moscou, 30 d'abril de 1971) és un lluitador rus, ja retirat, especialista en lluita grecoromana, que va competir durant la dècada de 1990.
El 1992, sota bandera de l'Equip Unificat, va prendre part en els Jocs Olímpics d'Estiu de Barcelona, on guanyà la medalla de plata en la competició del pes ploma del programa de lluita grecoromana. Quatre anys més tard, als Jocs d'Atlanta, i ja sota bandera russa, fou vuitè en la mateixa prova.
En el seu palmarès també destaquen quatre medalles d'or al Campionat del món entre les edicions de 1991 i 1995, així com tres medalles d'or i una de plata al Campionat d'Europa de lluita, entre el 1992 i 1997.